# Apostolska nunciatura v Italiji
Apostolska nunciatura v Italiji je diplomatsko prestavništvo (veleposlaništvo) Svetega sedeža v Italiji, ki ima sedež v Rimu; ustanovljena je bila 24. junija 1929.
Trenutni apostolski nuncij je Giuseppe Bertello.

## Seznam apostolskih nuncijev
- Giuseppe Firrao (8. april 1782–1801)
- Francesco Borgongini Duca (30. junij 1929–1953)
- Giuseppe Fietta (26. januar 1953–15. december 1958)
- Carlo Grano (14. december 1958–1967)
- Egano Righi-Lambertini (8. julij 1967–23. april 1969)
- Romolo Carboni (26. april 1969–19. april 1986)
- Luigi Poggi (19. april 1986–9. april 1992)
- Carlo Furno (15. april 1992–26. november 1994)
- Francesco Colasuonno (12. november 1994–21. februar 1998)
- Andrea Cordero Lanza di Montezemolo (7. marec 1998–17. april 2001)
- Paolo Romeo (17. april 2001–19. december 2006)
- Giuseppe Bertello (11. januar 2007–danes)